# ريتش كوغينز
ريتش كوغينز (بالإنجليزية: Rich Coggins)‏ هو لاعب كرة قاعدة أمريكي، ولد في 7 ديسمبر 1950 في إنديانابوليس في الولايات المتحدة.

## وصلات خارجية
- ريتش كوغينز على موقع دوري كرة القاعدة الرئيسي (الإنجليزية)
- ريتش كوغينز على موقعبيزبول رفرنس.كوم (الدوري الرئيسي) (الإنجليزية)
- ريتش كوغينز على موقعبيزبول رفرنس.كوم (الدوري الثانوي) (الإنجليزية)
- ريتش كوغينز على موقع إي إس بي إن.كوم (أم.أل.بي) (الإنجليزية)
- ريتش كوغينز على موقع مشجعي الرسوم البيانية (الإنجليزية)